# Mandy Bujold
Mandy Marie Brigitte Bujold (Cobourg, Ontario, 25 de juliol de 1987) més coneguda com a Mandy Bujold, és una boxadora Olímpica canadenca, va guanyar una medalla d'or en el campionat de dones per mosca als Jocs Panamerincans de 2011 i un bronze als Jocs de la Commonwealth de 2014 a Glasgow.